# Wojciech Brudziński
Wojciech (Albrecht) Brudziński (Brudzyński) herbu Prawdzic – cześnik poznański w latach 1636–1650.
W 1648 roku podpisał elekcję Jana II Kazimierza Wazy z województwa poznańskiego.